# أليندين
بلدية الهَمذَان أو الهمدان أو (نقحرة: أليندين) (بالإسبانية: Alhendín) هي بلدية تقع في مقاطعة غرناطة التابعة لمنطقة أندلوسيا جنوب إسبانيا.

## الديموغرافيا
بلغ عدد سكان بلدية الهَمذَان 7.362 نسمة عام 2011 (وفقاً للمعهد الوطني الإسباني للإحصاء).
| 4.107 | 4.223 | 4.395 | 5.200 | 5.755 | 6.298 | 7.362 |